# Maxillae

Achterkant kop

De maxillae of achterkaken zijn een gepaard orgaan aan de kop van een insect. De maxilla draagt bij veel insecten een duidelijk zichtbare maxillaire palp, een geleed uitsteeksel dat dient ter zintuiglijke waarneming. De monddelen zijn: mandibel, eerste maxille, tweede maxille en maxillipede(n).
De maxillula of eerste maxille, is het tweede paar aanhangsels die fungeren als monddelen bij schaaldieren (Crustacea).
De eerste maxille is bij vlokreeftjes opgebouwd uit een vrije, mediane lob en een buitenste lob, waaraan soms nog een palp is bevestigd.
De maxillula wordt hoofdzakelijk gebruikt bij het voeden.
De maxilla of tweede maxille is het derde paar aanhangsels dat fungeert als de monddelen bij geleedpotigen waaronder kreeftachtigen (Crustacea), zespotigen (Hexapoda) en duizendpotigen (Myriapoda).
De tweede maxillae is bij vlokreeftjes opgebouwd uit een vrije, mediane lob en een buitenste lob.